# Lista de presidentes dos Camarões
Esta é a lista dos presidentes de Camarões, desde sua independência, em 1 de janeiro de 1960. O atual presidente é Paul Biya, que ocupa o cargo desde 1982.
| Nº                             | Presidente             | Presidente                 | Mandato                | Mandato                           | Mandato                | Eleição                            | Partido Político       |
| Nº                             | Foto                   | Nome                       | Início                 | Término                           | Período                | Eleição                            | Partido Político       |
| República dos Camarões         | República dos Camarões | República dos Camarões     | República dos Camarões | República dos Camarões            | República dos Camarões | República dos Camarões             | República dos Camarões |
| ------------------------------ | ---------------------- | -------------------------- | ---------------------- | --------------------------------- | ---------------------- | ---------------------------------- | ---------------------- |
| 1.º                            |                        | Ahmadou Ahidjo (1924-1989) | 5 de maio de 1960      | 1 de outubro de 1961              | (1 ano e 149 dias)     | —                                  | UC                     |
| República Federal dos Camarões |                        |                            |                        |                                   |                        |                                    |                        |
| —                              |                        | Ahmadou Ahidjo (1924-1989) | 1 de outubro de 1961   | 2 de junho de 1972                | (10 anos, 245 dias)    | 1965 1970                          | UC/UNC                 |
| República Unida dos Camarões   |                        |                            |                        |                                   |                        |                                    |                        |
| —                              |                        | Ahmadou Ahidjo (1924-1989) | 2 de junho de 1972     | 6 de novembro de 1986 (Renunciou) | (10 anos, 157 dias)    | 1975 1980                          | UNC                    |
| 2.º                            |                        | Paul Biya (n.1933)         | 6 de novembro de 1982  | 4 de fevereiro de 1984            | (1 ano, 90 dias)       | —                                  | UNC                    |
| República dos Camarões         |                        |                            |                        |                                   |                        |                                    |                        |
| —                              |                        | Paul Biya (n.1933)         | 4 de fevereiro de 1984 | Presente                          | (41 anos e 44 dias)    | 1984 1988 1992 1997 2004 2011 2018 | UNC/CPDM               |

Partidos políticos
- União dos Camarões (Cameroonian Union, UC)
- União Nacional dos Camarões (Union nationale camérounaise, UNC)
- Movimento Democrático Popular de Camarões (Rassemblement démocratique du Peuple Camerounais, RDPC)